# جولیان وهر
جولیان وهر (۱۹۷۰–۱۸۹۸) به عنوان استاد آمریکایی کتابهای متحرک (کتاب پاپ-آپ) شناخته می‌شود.
حدود ۹ میلیون نسخه از کتابهای جولیان وهر در ایالات متحده، انگلیس، فرانسه، آلمان و اسپانیا طی دهه‌های ۱۹۴۰ و ۱۹۵۰ ترجمه و فروخته شد.

## کتاب‌های متحرک و پاپ-آپ
کتاب‌های متحرک سه عنصر را شامل می‌شوند: داستان، تصاویر رنگی که شامل متن هم هستند و "دو یا چند تصویر متحرک که بین دو صفحه روبروی هم، حرکتهای مکانیکی خود را انجام می‌دهند.

## کتابشناسی منتخب وهر
جولیان وهر بیش از ۳۰ عنوان کتاب متحرک ایجاد کرده از جمله:
وهر، جولیان؛ کارول، لوئیس (۱۹۴۵)، کتاب عکس متحرک آلیس در سرزمین عجایب. گروست و دونلاپ 

وهر، جولیان؛ ارنست، ادوارد؛ Adomeit, Ruth (1943)، حیوانات متحرک، شرکت چاپ دانوالد 

وهر، جولیان؛ Daye , Stephen (1945)، سیندرلا، استیون دای 

وهر، جولیان؛ (۱۹۴۲)، ماجراهای هیجان انگیز فینی فیدلر، شرکت کوپلز و لئون 

وهر، جولیان؛ (۱۹۴۳)، پسر شیرینی زنجفیلی، شرکت چاپ دانوالد 

وهر، جولیان؛ بانرمن، هلن (۱۹۴۳)، سامبو سیاه کوچک. شرکت چاپ دانوالد 

وهر، جولیان؛ واشینگتن، ایروینگ (۱۹۴۵)، ریپ ون وینکل، شرکت چاپ دانوالد 

وهر، جولیان؛ مور، کلمنت کلارک (۱۹۴۹)، شب قبل از کریسمس، شرکت چاپ دانوالد 